# Палац Бруницьких (Заліщики)
Палац Бруницьких — історична будівля, пам'ятка архітектури місцевого значення (охоронний номер 42) у місті Заліщиках Тернопільської области.

## Історія та відомості
Збудований у XVIII столітті родиною Понятовських. У 1808 році маєток купив єврей-вихрест Ігнацій Бруницький, котрий перебудував палац у 1831 році в ампірному стилі.
У 1839 року Леон Антон Бруницький, онук Ігнація надав палацу класицистичного вигляду.
Навколо палацу лежав невеликий парк — з теплицями, оранжереями й літнім театром князя Юзефа Понятовського. Раніше від міста парк і палац відділяв білий паркан, а за ним біля Дністра стояла альтанка. У середині ХІХ століття над парком недовго працював ландшафтний дизайнер Северин Лусаковський. З іншого боку парку починався фільварок, що простягався аж до Бедриківців.
На початку ХХ століття резиденцію успадкувала Стелла фон Турнау.
У роки Першої світової війни, коли росіяни підійшли до Заліщиків, вона не втекла, а наказала челяді й міським жителям оборонятися. Сама згодом вирушила до чоловіка, який зі своїм підрозділом перебував у Карпатах поблизу Татарова.
Поки Стелла билася в Карпатах, заліщицький палац зайняли російські війська. Повернувшись додому, була шокована, але з’ясувавши, хто пограбував її маєток, змогла повернула певну кількість картин і меблів. Але у 1939 році його знову пограбували, тепер більшовики.
У радянський період історична будівля слугувала для дитячого ревматологічного санаторію та лікарні. Перебуває в аварійному стані.
Від 2011 року в приватній власности Дмитра Фірташа.